# Mercedes-Benz type 169
Mercedes-Benz type 169 var en bilmodel fra Mercedes-Benz med forhjulstræk, som blev solgt under betegnelsen "A-klasse".

## Modelhistorie
Type 169 afløste type 168 i oktober 2004. Med den nye model fandtes A-klassen både i en femdørs udgave, W169 samt i en tredørs udgave, som også betegnes C169. Samtidig udgik forgængeren type 168.

### Modeludvikling
- September 2004: Bestillingsfrigivelse.
- Oktober 2004: Introduktion af modellerne A 150, A 170, A 200, A 160 CDI, A 180 CDI, A 200 CDI.
- November 2004: Introduktion af tredørs model (Coupé).
- December 2004: Introduktion af Autotronic (trinløs automatgearkasse).
- Juni 2005: Facelift "modelår 2006".
- Juli 2005: Introduktion af A 200 Turbo, partikelfilter standard på CDI-modellerne.
- Februar 2006: Specialmodel "Polar Star".
- September 2007: Specialmodel "EDITION 10".
- Foråret 2008: Facelift, introduceret i juni 2008 sammen med A 160 CDI BlueEFFICIENCY.
- Juni 2009: Omdøbning af 150 til 160 og 170 til 180, men ingen tekniske ændringer, undtagen specialmodel "Special Edition".
- Juli 2010: Indstilling af tredørsudgaven på grund af lave salgstal.
- Oktober 2010: Indstilling af A 200 Turbo.
- April 2012: Indstilling af hele type 169-serien 19. april, efterfølgeren type 176 introduceres i september.

## Udstyr
Ligesom de fleste biler fra Mercedes-Benz fandtes også type 169 i tre forskellige udstyrsvarianter:
- Classic (basisudstyr, fra facelift) med stålfælge og sorte kunststofindlæg.
- Elegance med bl.a. alufælge og træindlæg. Fire el-ruder var inkluderet frem til faceliftet, men var herefter ekstraudstyr mod merpris.
- Avantgarde med bl.a. alufælge, læderelementer og en sportsligere optik.

### Ekstraudstyr
- Bi-xenonforlygter med kurvelys
- Autotronic trinløs automatgearkasse
- Comand APS DVD-navigation
- Elektronisk stabilitetsprogram ESP
- Panorama-lamelskydetag
- Partikelfilter til dieselmotorer
- Bjergigangsætningshjælp

## Motorer
Type 169 fandtes med syv forskellige firecylindrede motorer. Motorerne med betegnelsen CDI var dieselmotorer med commonrail-indsprøjtning og turbolader.
Modellerne med tilnavnet BlueEFFICIENCY fandtes kun med femtrins manuel gearkasse, mens modellerne med samme navn uden dette tilnavn kun fandtes med trinløs automatgearkasse. Modellen A 200 fandtes med såvel trinløs automatgearkasse som med femtrins manuel gearkasse, mens modellerne A 180 CDI, A 200 CDI og A 200 Turbo fandtes med enten trinløs automatgearkasse eller sekstrins manuel gearkasse.
| Model         | Cylindre | Ventiler | Slagvolume cm³ | Max. effekt kW (hk) / omdr. | Max. drejningsmoment Nm / omdr. | Motorkode            | 0-100 km/t sek. | Topfart km/t | Byggeår     |
| ------------- | -------- | -------- | -------------- | --------------------------- | ------------------------------- | -------------------- | --------------- | ------------ | ----------- |
| Benzinmotorer |          |          |                |                             |                                 |                      |                 |              |             |
| A 150/160     | 4        | 8        | 1498           | 70 (95) / 5200              | 140 / 3500 − 4000               | M 266 E 15           | 12,6            | 175          | 2004 − 2012 |
| A 170/180     | 4        | 8        | 1699           | 85 (116) / 5500             | 155 / 3500 − 4000               | M 266 E 17           | 10,9            | 188          | 2004 − 2012 |
| A 200         | 4        | 8        | 2034           | 100 (136) / 5500            | 185 / 3500 − 4000               | M 266 E 20           | 9,8             | 200          | 2004 − 2012 |
| A 200 Turbo   | 4        | 8        | 2034           | 142 (193) / 5000            | 280 / 1800 − 4850               | M 266 E 20 AL        | 7,5             | 228          | 2005 − 2010 |
| Dieselmotorer |          |          |                |                             |                                 |                      |                 |              |             |
| A 160 CDI     | 4        | 16       | 1991           | 60 (82) / 4200              | 180 / 1400 − 2600               | OM 640 DE 20 LA red. | 15,3            | 165          | 2004 − 2010 |
| A 180 CDI     | 4        | 16       | 1991           | 80 (109) / 4200             | 250 / 1600 − 2600               | OM 640 DE 20 LA red. | 10,8            | 186          | 2004 − 2012 |
| A 200 CDI     | 4        | 16       | 1991           | 103 (140) / 4200            | 300 / 1600 − 3000               | OM 640 DE 20 LA      | 9,5             | 201          | 2004 − 2012 |